# غنو (استر أباد)
غنو (بالفارسية: گنو) هي قرية تقع في إيران في قسم استر أباد الریفي. يقدر عدد سكانها بـ 10 نسمة .